# Gurtmaß
Das Gurtmaß ist eine Messgröße, die von Transportunternehmen verwendet wird. Mit dem Gurtmaß können die Zulässigkeit und der Preis für die Versendung von Paketen ermittelt werden. Es berechnet sich zu
Gurtmaß = 1 × längste Seite + 2 × Breite + 2 × Höhe
Eine gleichwertige Formel ist:
Gurtmaß = Umfang (über die beiden kleineren Seiten) + längste Seite
Neben dem Gurtmaß wird häufig auch die maximale Länge und das Gewicht beschränkt. Je nach Transportunternehmen unterscheiden sich die Werte. 

## Angabe von Gurtmaß und Maximallänge
Zum Beispiel kann die maximale Länge 200 cm und das Gurtmaß 300 cm betragen. Ein Paket mit maximaler Länge darf dann noch einen Umfang von 100 cm haben:
Ein sehr flaches Paket könnte bis zu
Paket 1:
Länge = 200 cm
Breite = 49 cm
Höhe = 1 cm
groß sein. Ein Paket mit quadratischem Querschnitt ist bis zu
Paket 2:
Länge = 200 cm
Breite = 25 cm
Höhe = 25 cm
groß und ein würfelförmiges Paket bis zu
Paket 3:
Länge = Breite = Höhe = 60 cm
(ein Fünftel des Gurtmaßes). Das Volumen der drei Pakete ist unterschiedlich: Paket 1 hat nur 9.800 cm3, Paket 2 schon 125.000 cm3 und Paket 3 sogar 216.000 cm3.
Das größte Volumen von 250.000 cm3 erreicht man mit einem Paket mit
Paket 4:
Länge = 100 cm
Breite = Höhe = 50 cm

## Formeln
Flaches Paket:
Maximalbreite = (Gurtmaß - Länge) / 2
Paket mit quadratischem Querschnitt:
Maximalbreite = Maximalhöhe = (Gurtmaß - Länge) / 4
Paket mit gleichen Seiten:
Maximale Seitenlänge = Gurtmaß / 5
Paket mit Maximalvolumen:
Länge = Gurtmaß / 3
Breite = Höhe = Gurtmaß / 6 = Länge / 2

## Direkte Angabe von Länge, Breite und Höhe
Die Deutsche Post AG verwendet seit 2004 für normale Päckchen und Pakete nicht mehr das Gurtmaß, sondern schreibt stattdessen explizit die maximale Länge, Breite und Höhe der Sendung vor: 
- Päckchen: 60 cm × 30 cm × 15 cm
- Paket: 120 cm × 60 cm × 60 cm

Per Kleingedrucktem wird das sich daraus für Pakete ergebende Gurtmaß von max. 360 cm allerdings für DHL-Pakete bis 20 kg wieder auf 300 cm eingeschränkt.
Spielen Gurtmaß und Volumen der Sendung keine entscheidende Rolle, kann es sich manchmal lohnen, Gegenstände, die die im jeweiligen Tarif vorgesehene Länge knapp überschreiten, diagonal in ein entsprechend kürzeres, dafür tieferes und/oder breiteres Paket zu verpacken. 
So wäre etwa eine Langspielplatte mit 30,0 cm Durchmesser in ihrem Cover mit ca. 31 cm × 31 cm × 0,5 cm zu groß, weil zu breit für ein DHL-Päckchen, müsste also als Paket versandt werden. Diagonal in eine volumengrößere Schachtel mit 32 cm × 30 cm × 10 cm verpackt, fiele sie dagegen noch in den Päckchen-Tarif.